# راییز
راییز، روستایی از توابع بخش فارغان شهرستان حاجی‌آباد در استان هرمزگان ایران است.

## جمعیت
این روستا در دهستان آشکارا قرار دارد و براساس سرشماری مرکز آمار ایران در سال ۱۳۸۵، جمعیت آن ۸۸ نفر (۳۰خانوار) بوده‌است.